# 埃瓦里斯特·伽罗瓦
埃瓦里斯特·伽罗瓦，又译伽罗华（法語：Évariste Galois，法語發音：[evaʁist ɡalwa]；1811年10月25日—1832年5月31日），法国数学家。在他还只有十几岁的时候，他就发现了n次多项式可以用根式解的充要条件，解决了长期困扰数学界的问题。他的工作为伽罗瓦理论（一个抽象代数的主要分支）以及伽罗瓦连接领域的研究奠定了基石。他是第一个使用「群」这一個数学术语来表示一组置换的人，與尼尔斯·阿贝尔並稱為現代群論的創始人。在路易·菲利普复辟的时期，他是一个激进的共和主义者，并因此被逮捕、坐牢。二十岁出狱后，他在一次幾近自殺的決鬥中逝世，引起種種揣測。

## 生平

### 出身
伽罗瓦出生在法国拉雷讷堡格朗大街20号（20, Grand'Rue）的一个支持革命的有着共和主义传统的知识分子家庭中。他的祖父，是那个城市学校的校长，见证了1789年11月2号教会学校世俗化后市民大量涌入的历史。他的父亲，尼克拉-加布里埃尔·伽罗瓦（ ，1775-1829），轮值机构负责人，在百日王朝后，成为了拉雷讷堡的自由派市长直到因自杀而死。他的母亲阿德莱德-玛丽·德芒特（Adélaïde-Marie Demante，1788-1872）出身律师、法官之家，能够流利地阅读拉丁文以及古典文学；他的姨母是安托万-玛丽·德芒特，更多体现为斯多亚学派，而不仅是基督教徒。
他家还另外有两个孩子：纳塔莉·泰奥多尔（Nathalie Théodore）和阿尔弗雷德（Alfred），分别出生于1808年和1814年。他们和埃瓦里斯特一样，在12岁之前都由他们的妈妈通过一些记忆练习教他们一些人文学科。

### 早年生活
1823年8月，11歲的伽罗瓦進入路易皇家中學就讀，虽然在学期开始的时候学校有些动荡（有一百多名学生被开除），伽罗瓦却在前两年保持了很好的成績，拉丁语还得了一等奖。但他不久就对学校学习厌烦了，因为他14岁的时候開始跟隨韦尼耶（Vernier）老師學習數學，并疯狂地爱上了数学，對於其他科目再也提不起任何興趣了。校方描述此時的伽罗瓦是「奇特、怪異、有原創力又封閉」。
他找到了一本阿德里安-马里·勒让德的《幾何原理》（Éléments de Géométrie），像小说一样地读完了它，并且在第一遍阅读就学会了。15岁的时候他开始读约瑟夫·拉格朗日的原著，比如《关于方程代数解的思考》（Réflexions sur la résolution algébrique des équations，有可能正是因此，他后来专注于研究方程的解的理论）和《函数积分教程》（Leçons sur le calcul des fonctions，一本主要是面向专业数学工作者的书）。这之后不久，他的成绩就开始平庸了，他的老师指责他是受到了理想和创造性的负面影响。

### 结缘数学
1828年，他參加綜合工科學校，當時法國最好的數學研究單位，他沒有複習數學，且口試中沒有解釋清楚思路所以未能通過。同年他進入了後被稱為巴黎高等師範學院的預科學校，但此校在當時是遠不如綜合工科學校。
1829年3月1日伽罗瓦的第一份论文出版了，是一份关于连分数的论文。几乎同個时間，他开始了在代數方程方面的研究。他将他两篇多项式方程方面的研究结果呈交給了法國科學院。这两篇论文由奧古斯丁·路易·柯西（Augustin Louis Cauchy）負責審閱，但都没有被准许发表，其中的原因至今不明。雖有諸多爭議，但一般認為是柯西认识到了这两篇文章的重要性，只是建议把它们合并起来以期参加数学学术大奖的竞争。柯西这位极其杰出的数学家认为他的论文可能获奖。
1829年6月29日，伽罗瓦的父亲在一场同当地牧师激烈的政治爭論後自杀身亡。几天后，伽罗瓦第二次尝试报考综合工科学校，可是又一次失败了。这时可以说伽罗瓦毫无疑问超过了“合格”的标准；但是不知为何他还是遭遇了失败。有些人認為伽罗瓦在逻辑推理中跳了太多步骤，使得水準不高的考官跟不上他的思路，导致了他的愤怒。不过父亲的刚刚去世也许也是影响他表现的原因之一。
之後，伽罗瓦通過考試進入法國另一著名大學巴黎高等師範學校，现成为基础数学研究者的圣地，并在1829年12月29日获得了学位。他的数学考官曾说“这个孩子在表达他的想法时有些困难，但是他十分聪明，并体现出了非凡的学术精神”。

### 学生革命
伽罗瓦在巴黎高等師範學院除了繼續他的數學研究，也參加了政治活動。1830年法國七月革命發生，保皇勢力出亡，高等師範學校校長將學生鎖在高牆內，引起伽罗瓦強烈不滿，12月伽罗瓦在校報上抨擊校長的作法，由於強烈支持共和主義，從1831年5月後，伽罗瓦兩度因政治原因下獄，也曾企圖自殺。
關於伽罗瓦的死亡眾說紛紜，有一個說法是和人決鬥，時間在三天後的正午。自知必死的伽罗瓦在決鬥前三夜將他的所有數學成果狂筆疾書紀錄下來，並时不时在一旁写下“我没有时间”，三天後，他在決鬥中腹部中了3個子彈，躺了幾天後身亡，时间是1832年5月31日。這個傳說富浪漫主義色彩，為後世史家所質疑。
他的朋友Chevalier遵照伽罗瓦的遺願，將他的數學論文寄給卡尔·弗里德里希·高斯與卡爾·雅可比，但都石沉大海，一直到1843年，才由刘维尔肯定伽罗瓦結果之正確、獨創與深邃，並在1846年將它發表。
伽罗瓦使用群論的想法去討論方程式的可解性，整套想法現稱為伽罗瓦理論，是當代代數與數論的基本支柱之一。它直接推論的結果十分豐富：
1. 他系統化地闡釋了為何五次以上之方程式没有根式解，而四次以下有根式解。
2. 他漂亮地證明高斯的論斷：對所有質數 p，用尺規作圖能作出正 p 邊形若且唯若 {\displaystyle p=2^{2^{k}}+1}（所以正十七邊形可做圖）。
3. 他解決了古代三大作圖問題中的兩個：「不能任意三等分角」，「倍立方不可能」。

另外，怀尔斯在复证费马大定理的时候，亦使用到伽羅瓦理論。

## 注
1. 1 2 3  Dupuy 1992，第200頁
2. 1 2 3  Dupuy 1992，第201頁
3. 1 2  Dupuy 1992，第202頁
4. ↑  （西班牙文） Mario Livio,La ecuación jamás resuelta: cómo dos genios matemáticos descubrieron el lenguaje de la simetría, Editorial Ariel, 2007, [在线阅读], p. 318
5. ↑  17px : Caroline Ehrhardt, « Retour sur un génie mathématicien （页面存档备份，存于） », dans Continent sciences sur France Culture, 21 novembre 2011, minutes 9 à 11
6. 1 2  Stewart, Ian. . London: Chapman and Hall. 1973: xvii–xxii. ISBN 0412108003.
7. ↑  Galois, Évariste. . Annales de Mathématiques. 1828, XIX: 294  [2011-10-24]. （原始内容存档于2020-11-18）.
8. ↑  Rothman, Tony. .   [2009-02-04]. （原始内容存档于2008-12-01）.
9. 1 2  C., Bruno, Leonard. . Baker, Lawrence W. Detroit, Mich.: U X L. 2003: 173 [1999]. ISBN 978-0787638139. OCLC 41497065.
10. ↑  參看Laura Toti Rigatelli, Evariste Galois, Birkhauser, 1996, ISBN 978-3-7643-5410-7.

- Dupuy, Paul. . Annales de l'École Normale. 1992, 13.